# Дінара Алієва
Дінара Алієва (нар. 17 грудня 1980, Баку, СРСР), — азербайджанська оперна співачка (сопрано). Закінчила Бакинську музичну академію у 2004 році. Народна артистка Азербайджану (2018).
| Гітара | Це незавершена стаття про співачку. Ви можете допомогти проєкту, виправивши або дописавши її. |